# Frant Gwo
Gwo Frant (郭帆S, Guō FānP; Jining, 15 dicembre 1980) è un regista cinese.

## Biografia
Nato a Jining, ha studiato legge all'università di Hainan ma non ha mai esercitato nessuna professione legale. Dopo gli studi ha iniziato a lavorare come grafico e 
Nel 2009 ha frequentato la Beijing Film Academy, nel 2011 ha diretto il suo primo film  e tre anni dopo ha ottenuto grande fama nazionale con il film My Old Classmate capace di incassare quasi 500 milioni di Yuan.
Nel 2017 viene incaricato di dirigere il primo film di fantascienza cinese ad alto budget: The Wandering Earth, uscito nel febbraio di due anni dopo ottenendo un grande successo.

## Filmografia
- Lee's Adventure  (李献计历险记) (2011)
- My Old Classmate (同桌的妳) (2014)
- The Wandering Earth (流浪地球) (2019)